# Acris gryllus
Acris gryllus es una especie de anfibios de la familia Hylidae. Es endémica del sur de los Estados Unidos.

## Subespecies
- Acris gryllus dorsalis (Harlan, 1827)
- Acris gryllus gryllus (LeConte, 1825)